# Amar Singh Sokhi
Amar Singh Sokhi (nascido em 1935) é um ex-ciclista olímpico indiano. Amar representou sua nação nos Jogos Olímpicos de Verão de 1964, em Tóquio.